# Prodromos Nikolaidīs
Prodromos Nikolaidīs, detto Makis (in greco Πρόδρομος Νικολαΐδης?; Kavala, 13 luglio 1978), è un ex cestista greco con cittadinanza cipriota.

## Palmarès
- Coppa Saporta: 1

Maroussi: 2000-01
- FIBA Europe Champions Cup: 1

Aris Salonicco: 2002-03